# Ken Iwao
Ken Iwao (岩尾 憲?, Iwao Ken; Tatebayashi, 18 aprile 1988) è un calciatore giapponese, centrocampista del Tokushima Vortis.

## Palmarès

### Club

#### Competizioni nazionali
- J2 League: 2

Shonan Bellmare: 2014
Tokushima Vortis: 2020
- Supercoppa del Giappone: 1

Urawa Red Diamonds: 2022

#### Competizioni internazionali
- AFC Champions League: 1

Urawa Red Diamonds: 2022